# Destin Onka
Destin Chancel Onka Malonga est un footballeur international congolais, né le 16 mars 1988 à Brazzaville (Congo) et mort le 31 juillet 2016 à Vallon-Pont-d'Arc (Ardèche). 
Évoluant au poste de gardien de but, il jouait dans le club français de CFA 2 (qui correspond à la 5e division) de l'Olympique d'Alès en Cévennes.

## Biographie

### Carrière de club
Le 6 janvier 2013, avec son club de l'Avenir Foot Lozère, au stade Jean-Jacques Delmas de Mende, il réussit à se qualifier pour les 16es de finale de la coupe de France après une victoire (2-0) face à l'AC Arles Avignon, à ce moment-là pensionnaire de Ligue 2. Ils deviennent alors le « Petit Poucet » de la coupe de France 2012-2013.

### Carrière de sélection
- Champion d'Afrique Junior en 2007
- une sélection en 2009 face à l’Angola

### Décès
Destin Onka décède le 31 juillet 2016 à Vallon-Pont-d'Arc (Ardèche), pendant une sortie canoë faisant partie de la préparation de son club.